# Rio Congonhas
O rio Congonhas é um curso de água que banha o estado do Paraná.
Estará sendo feito um trabalho de preservação do rio, que cobre 20 km da sua extensão no município de Cornélio Procópio, pela secretaria do meio ambiente municipal, sob a coordenação do então secretário Makoto Miyamoto Júnior em parceria com o programa do governo federal. [carece de fontes?]